# Masters de Madrid 2002
El Masters de Madrid 2002 (también conocido como Mutua Madrileña Masters Madrid por razones de patrocinio) fue un torneo de tenis jugado sobre pista dura. Fue la primera edición de este torneo. El torneo masculino formó parte de los ATP World Tour Masters 1000 en la ATP. Se celebró entre el 14 y el 20 de octubre de 2002.

## Campeones

### Individuales masculinos
Andre Agassi vence a  Jiří Novák, Walkover

### Dobles masculinos
Mark Knowles /  Daniel Nestor vencen a  Mahesh Bhupathi /  Max Mirnyi,  6–4, 6–2.
| Predecesor: Stuttgart 2001 | Masters de Madrid 2002 | Sucesor: Madrid 2003 |